# Уханов Костянтин Васильович
Костянтин Васильович Уханов (19 вересня 1891, місто Казань, тепер Татарстан, Російська Федерація — розстріляний 26 жовтня 1937, місто Москва, тепер Російська Федерація) — радянський партійний і державний діяч, голова виконавчого комітету Московської губернської і обласної ради, народний комісар місцевої промисловості РРФСР, народний комісар легкої промисловості РРФСР. Член ВЦВК, ЦВК СРСР. Член ЦК ВКП(б) у 1923—1937 роках. Кандидат у члени Організаційного бюро ЦК ВКП(б) з 1 січня 1926 по 26 червня 1930 року.

## Життєпис
Народився в родині вантажника рибних промислів. У 1901 році закінчив трикласне початкове училище. У 1902 році навчався один рік у ремісничій школі міської управи міста Нижнього Новгорода. Потім навчався три роки в Майдаковській навчальній ремісничій майстерні в селі Майдаково Юр'євецького повіту Костромської губернії.
У листопаді 1904 — березні 1907 року — слюсар Майдаковської навчальної ремісничої майстерні в селі Майдаково Юр'євецького повіту Костромської губернії.
Член РСДРП(б) з лютого 1907 року.
У квітні 1907 — вересні 1908 року — слюсар фабрики Дербеньова на станції Новки Ковровського повіту Владимирської губернії.
У жовтні 1908 — жовтні 1912 року — слюсар фабрики Красильщикова села Родники Юр'євецького повіту Костромської губернії. Вів нелегальну партійну роботу в Іваново-Вознесенську, Воронежі, Костромі, Нижньогородській губернії.
У жовтні 1912 — березні 1913 року — політичний в'язень у в'язниці міста Костроми.
У квітні 1913 — грудні 1914 року — слюсар заводу арифмометрів «В.Т. Однер» у Санкт-Петербурзі.
У січні 1915 — лютому 1917 року — слюсар, токар заводу «Динамо» в Москві, брав участь в профспілковому русі.
Після Лютневої революції 1917 року — депутат Московської ради, член президії Московської ради.
З червня по листопад 1917 року — голова управи Симоновського району міста Москви. У листопаді 1917 року — член Симоновського військово-революційного комітету міста Москви.
У червні 1919 — квітні 1921 року — голова Рогозько-Симоновської районної ради міста Москви. У березні 1921 року був учасником придушення Кронштадтського повстання.
У 1921—1923 роках — директор заводу «Динамо» в Москві.
У 1922—1926 роках — голова правління державного електротехнічного тресту Центрального району, голова правління об'єднаних трестів державних електростанцій.
7 травня 1926 — 19 вересня 1929 року — голова виконавчого комітету Московської губернської ради робітничих, селянських і червоноармійських депутатів.
28 квітня — 19 вересня 1929 року — голова Організаційного комітету Президії ВЦВК по Московській області.
23 вересня 1929 — лютий 1932 року — голова виконавчого комітету Московської обласної ради робітничих і селянських депутатів.
У лютому 1932 — серпні 1934 року — заступник народного комісара постачання СРСР.
23 серпня 1934 — 19 жовтня 1936 року — народний комісар місцевої промисловості Російської РФСР.
19 жовтня 1936 — травень 1937 року — народний комісар легкої промисловості Російської РФСР.
21 травня 1937 року заарештований органами НКВС. 22 травня 1937 року опитуванням виведений зі складу членів ЦК ВКП(б). Засуджений Військовою колегією верховного суду СРСР 26 жовтня 1937 року до розстрілу, розстріляний того ж дня. Похований на Донському цвинтарі Москви.
27 серпня 1955 року реабілітований, 4 жовтня 1955 року посмертно відновлений у партії.

## Нагороди
- орден Леніна (17.01.1936)